# Advanced Tactical Laser
Pour les articles homonymes, voir ATL.

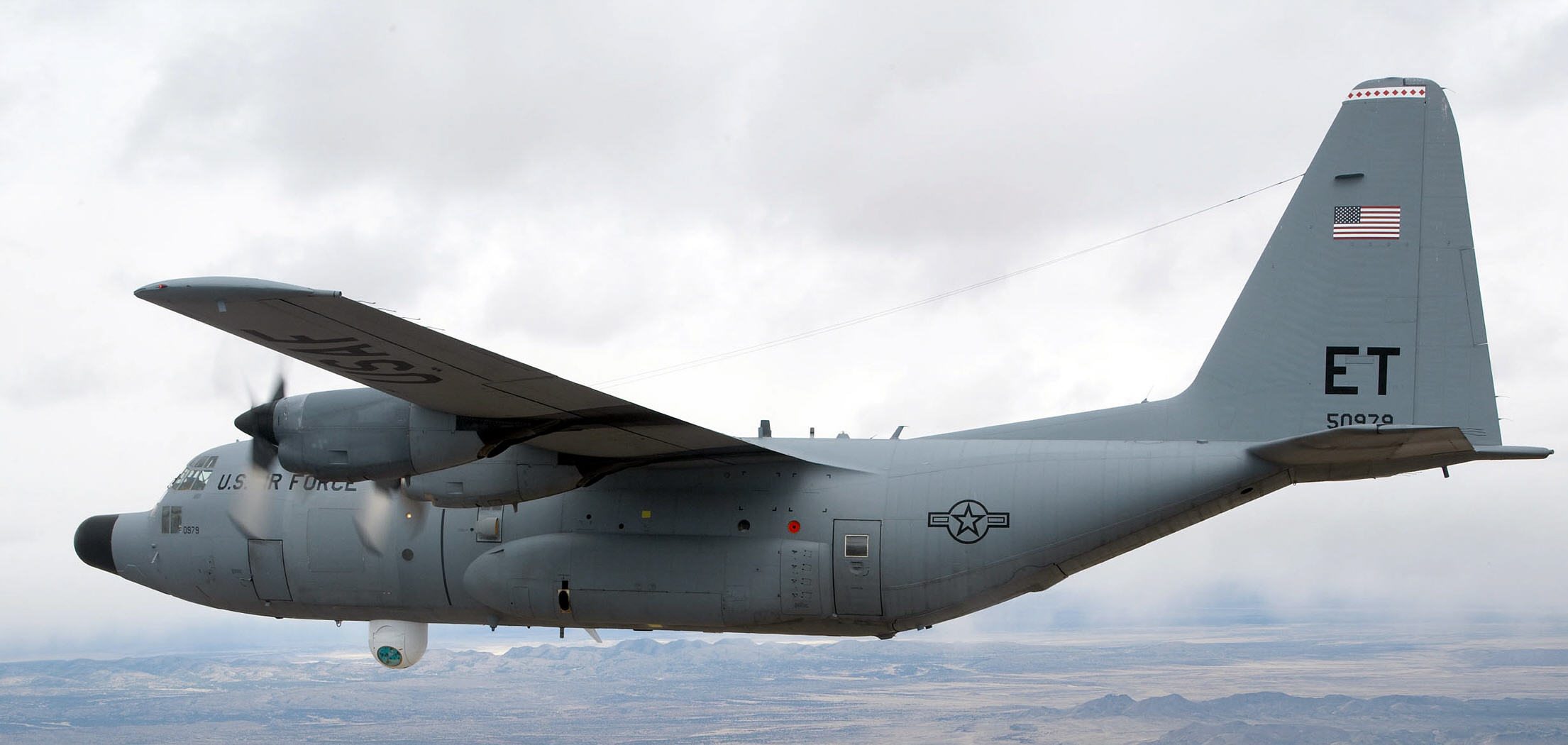
Lockheed C-130 Hercules avec le système Advanced Tactical Laser à bord.

Le Advanced Tactical Laser (ATL) est un programme militaire américain destiné à intégrer un laser de haute puissance à bord d'un avion. Dans la première phase du programme, le laser est monté à bord d'un AC-130 pour utilisation contre des cibles terrestres. Éventuellement, il servira à détruire des cibles en milieu urbain ou tout autre milieu où les dommages collatéraux doivent être minimaux. Ce programme est distinct et complémentaire au Airborne Laser (dont fait partie le YAL-1), un système nettement plus important destiné à détruire des missiles en phase de montée (boost phase).
Le laser est un COIL (en anglais : Chemical Oxygene Iodine Laser) d'une puissance dans les mégawatts. Il devrait avoir une portée tactique de 20 kilomètres et devrait avoir une masse entre 5 000 et 7 000 kg.